# سانتا ماريا دا فييرا
سانتا ماريا دا فييرا هي مدينة من مدن البرتغال. يبلغ عدد سكانها 139,309 نسمة وذلك حسب إحصائيات سنة 2011. تبلغ مساحتها 215 كم².

## توأمة
لسانتا ماريا دا فييرا اتفاقيات توأمة مع كل من:
- تارغوفيشته
- جوي ليه تور [الإنجليزية]‏
- فارا فيليورم بيتري
- فيسيو

## أعلام
- روي دولورس
- إيغور روشا
- أندريه مارتنس
- بيدرو مارتينز
- فابيو صموئيل أموريم سيلفا